# Chevvoor
Chevvoor è una suddivisione dell'India, classificata come census town, di 17.373 abitanti, situata nel distretto di Thrissur, nello stato federato del Kerala. In base al numero di abitanti la città rientra nella classe IV (da 10.000 a 19.999 persone).

## Geografia fisica
La città è situata a 10° 27' 16 N e 76° 12' 39 E.

## Società

### Evoluzione demografica
Al censimento del 2001 la popolazione di Chevvoor assommava a 17.373 persone, delle quali 8.324 maschi e 9.049 femmine. I bambini di età inferiore o uguale ai sei anni assommavano a 1.872, dei quali 946 maschi e 926 femmine. Infine, coloro che erano in grado di saper almeno leggere e scrivere erano 14.632, dei quali 7.193 maschi e 7.439 femmine.